# V10 bridé en Formule 1
 (août 2025).
Motif : Insuffisamment de sources secondaires démontrant le notoriété requise pour un article Cf WP:CAA et WP:NPER
- Archive Wikiwix
- Bing
- Cairn
- DuckDuckGo
- E. Universalis
- Gallica
- Google
- G. Books
- G. News
- G. Scholar
- Persée
- Qwant
- (zh) Baidu
- (ru) Yandex
- (wd) trouver des œuvres sur Wikidata

| 1. | Préciser le motif de la pose du bandeau. | Précisez le motif de la pose du bandeau en utilisant la syntaxe suivante : {{admissibilité à vérifier\|date=août 2025\|motif=remplacez ce texte par le motif}}                              |
| 2. | Informer les utilisateurs concernés.     | Pensez à avertir le créateur de l'article, par exemple, en insérant le code ci-dessous sur sa page de discussion : {{subst:avertissement admissibilité à vérifier\|V10 bridé en Formule 1}} |

En 2006, les moteurs de Formule 1 ont subi une baisse de cylindrée par baisse du nombre de cylindres. Cependant, les écuries qui n'étaient pas prêtes à présenter un moteur V8 de cylindrée 2 400 cm3 en début de saison pouvaient concourir avec un moteur V10 de 3 000 cm3, dont la puissance était contenue par plusieurs pièces apposées aux entrées et sorties du bloc-moteur, limitant leur régime à 16 700 tr/min. Seule la Scuderia Toro Rosso adopta un V10 Cosworth 2005 bridé en 2006.
Cet aménagement du règlement fut plus ou moins discuté à travers le paddock, un V10 bridé offrant un couple plus élevé qu'un V8 au même régime moteur (tr/min).